# Albert Torres
Albert Torres Barceló (* 26. April 1990 in Ciutadella, Menorca) ist ein spanischer Radrennfahrer, der auf Straße und Bahn Rennen fährt. Er ist der dominierende spanische Radsportler in den Ausdauerdisziplinen auf der Bahn.

## Sportliche Laufbahn
2006 wurde Albert Torres spanischer Jugendmeister im Einzelzeitfahren. Bei den Nachwuchs-Europameisterschaften 2007 in Cottbus belegte er in der Einerverfolgung Platz drei. 2008 errang Torres den Titel des spanischen Junioren-Meisters im Straßenrennen und wurde bei den Nachwuchs-Europameisterschaften in Pruszków Zweiter im Punktefahren, 2010 wurde er U23-Meister auf der Straße.
2011 wurde Torres spanischer Nachwuchs-Meister im Punktefahren sowie Meister der Elite im Zweier-Mannschaftsfahren (mit David Muntaner) und in der Mannschaftsverfolgung (mit David Muntaner, Jaime Alberto Muntaner und Vicente Pastor). Bei den Nachwuchs-Europameisterschaften belegte er in der Verfolgung erneut Platz drei. Beim vierten Lauf des Bahnrad-Weltcups 2011/12 in London gewann er das Punktefahren. Gemeinsam mit Sebastián Mora wurde er bei den Bahnradsport-Weltmeisterschaften 2012 in Melbourne Fünfter im Zweier-Mannschaftsfahren.
2013 wurde Torres gemeinsam mit David Muntaner in Minsk Vize-Weltmeister im Zweier-Mannschaftsfahren. Gemeinsam mit Sebastián Mora wurde er 2015 Europameister in derselben Disziplin. Im Jahr darauf konnte er seinen 2016 mit Mora im Madison verteidigen und errang zudem einen zweiten Titel im Omnium. Bei den Bahnweltmeisterschaften 2017 wurde er Dritter im Omnium. 2018 wurde er erneut Vize-Weltmeister im Zweier-Mannschaftsfahren, dieses Mal mit Sebastián Mora. Die beiden Fahrer gewannen auch das Finale der Six Day Series in Palma. Beim Lauf des Bahn-Weltcups 2018/19 in Saint-Quentin-en-Yvelines gewann Torres das Omnium. 2020 wurde er gemeinsam mit Sebastián Mora zum dritten Mal Europameister im Zweier-Mannschaftsfahren. Zweimal startete Torres mit Sebastián Mora im Zweier-Mannschaftsfahren bei den Olympischen Spielen: 2021 in Tokio belegte das Gespann Rang sechs, 2024 wurden sie Achte. 2024 trat Torres zudem im Omnium an, wo er auf den vierten Platz kam.
2020 erhielt Albert Torres einen Vertrag beim Movistar Team und fuhr anschließend überwiegend Straßenrennen. 2023 errang er bei den Bahneuropameisterschaften die Silbermedaille im Punktefahren.

## Privates
Am 14. März 2020 planten Albert Torres und seine langjährige Freundin, die ehemalige Radsportlerin María del Mar Bonnin Palou, zu heiraten. Die Hochzeit und die Feier mussten wegen der Corona-Pandemie verschoben werden. Ende 2021 bekam das Paar ein Kind.

## Erfolge

### Bahn
2007

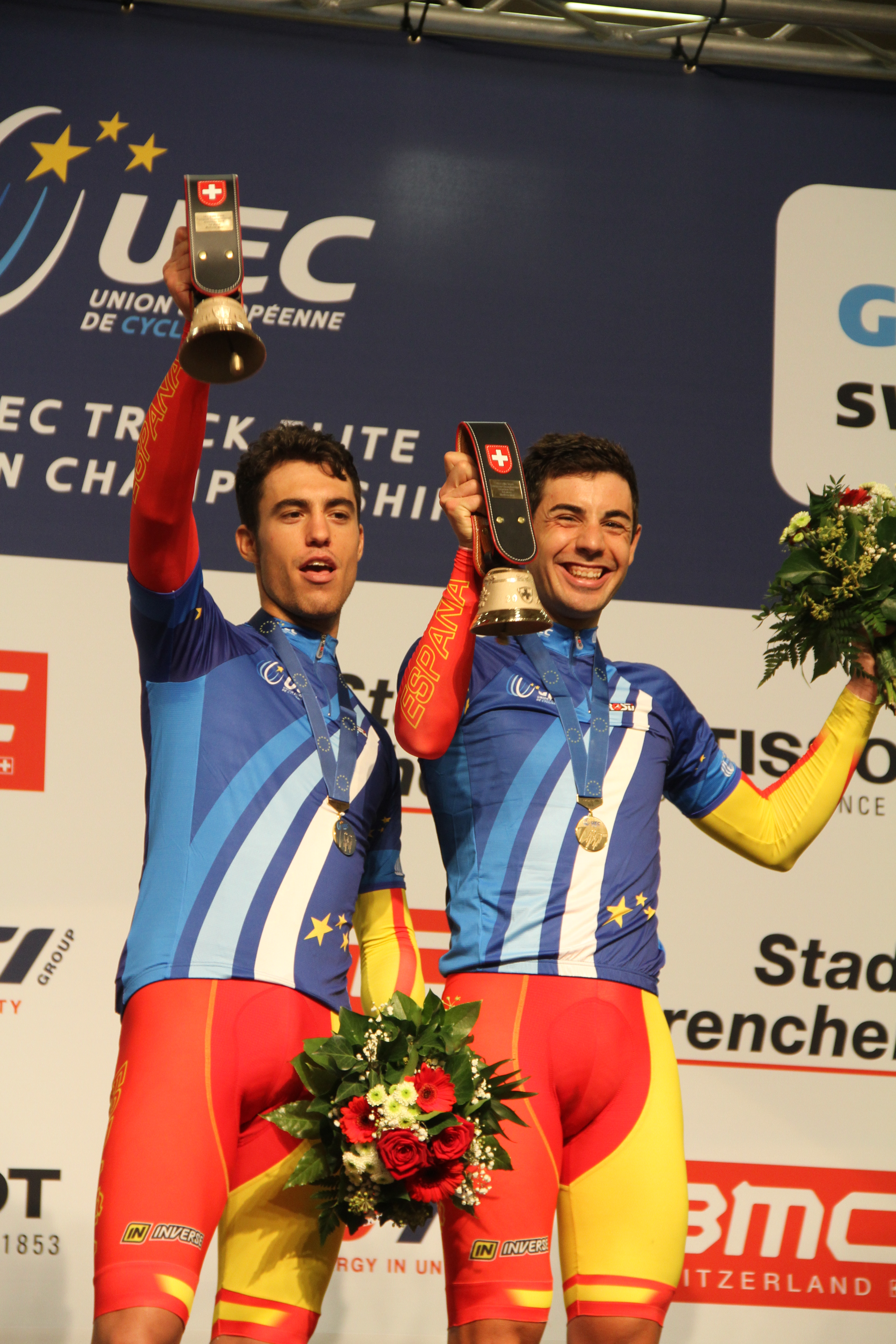
Europameister im Madison 2015: Albert Torres (l.) und Sebastián Mora

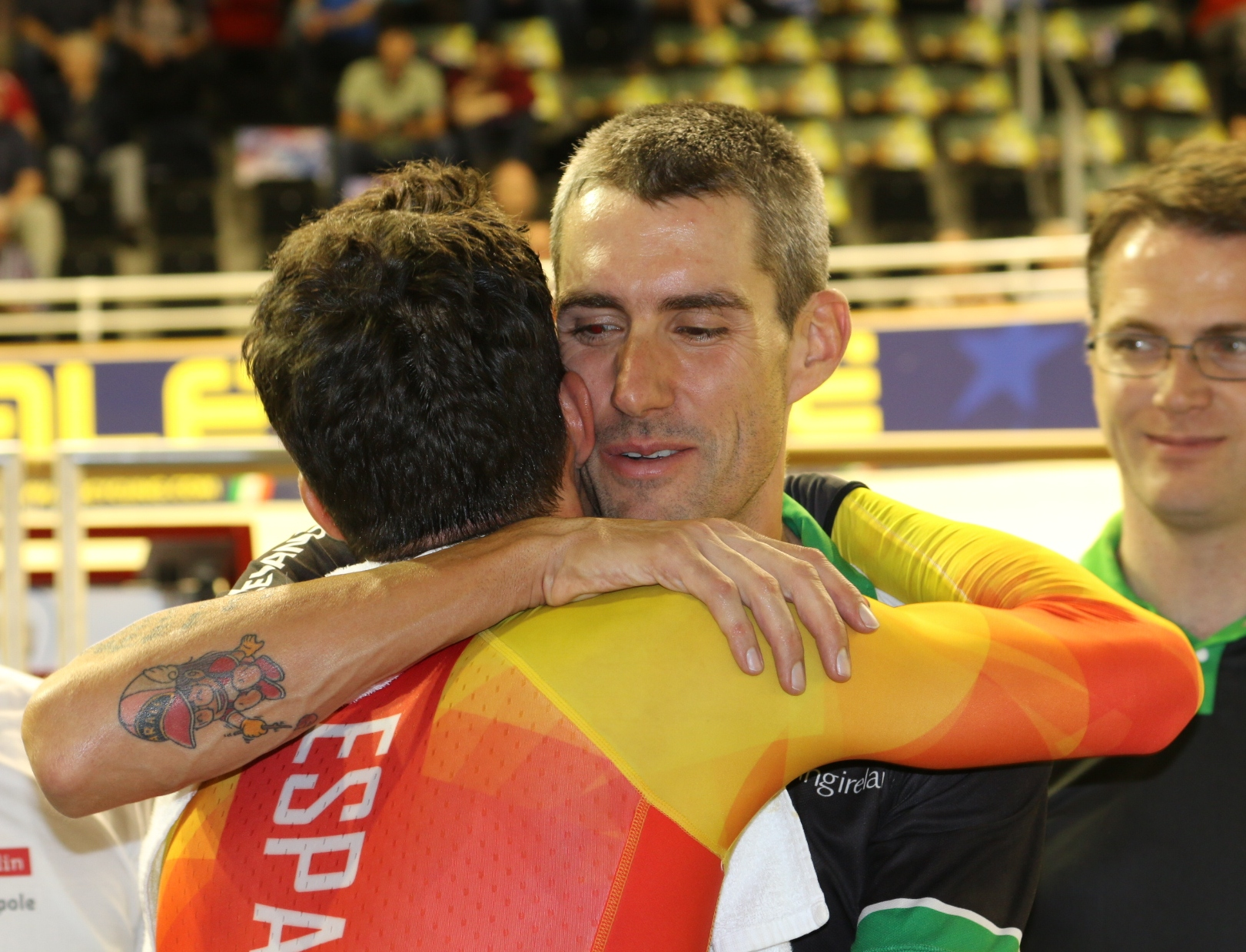
David Muntaner, jetzt irischer Nationaltrainer, gratuliert Torres zum EM-Titel im Omnium (2017)

- Junioren-Europameisterschaft – Einerverfolgung

2008
- Junioren-Europameister – Einerverfolgung (Junioren)
- Junioren-Europameisterschaft – Punktefahren (Junioren)

2009
- U23-Europameisterschaft – Scratch

2011
- U23-Europameisterschaft – Einerverfolgung
- Spanischer Meister – Zweier-Mannschaftsfahren (mit David Muntaner), Mannschaftsverfolgung (mit Jaime Alberto Muntaner, David Muntaner und Vicente Pastor)
- Spanischer U23-Meister – Punktefahren

2012
- Weltcup London – Punktefahren
- U23-Europameisterschaft – Einerverfolgung
- U23-Europameisterschaft – Zweier-Mannschaftsfahren (mit Julio Alberto Amores)
- Spanischer Meister –  Punktefahren, Zweier-Mannschaftsfahren (mit David Muntanter), Mannschaftsverfolgung (mit Francisco Martí und David Muntaner)

2013
- Weltmeisterschaft – Zweier-Mannschaftsfahren (mit David Muntaner)
- Europameisterschaft – Zweier-Mannschaftsfahren (mit David Muntaner)
- Spanischer Meister – Scratch, Zweier-Mannschaftsfahren (mit David Muntaner), Mannschaftsverfolgung mit Jaime Alberto Muntaner, David Muntaner und Vicente Pastor
- Weltcup in Aguascalientes – Zweier-Mannschaftsfahren (mit David Muntaner)

2014
- Weltmeister – Zweier-Mannschaftsfahren (mit David Muntaner)
- Spanischer Meister – Punktefahren, Mannschaftsverfolgung mit Marc Buades, Jaime Alberto Muntaner und Vicente Pastor

2015
- Weltmeisterschaft – Scratch
- Europameister – Zweier-Mannschaftsfahren (mit Sebastián Mora)
- Spanischer Meister – Punktefahren, Mannschaftsverfolgung (mit Jaime Alberto Muntaner, David Muntaner und Jaime Alberto Cañellas)

2016
- Weltmeisterschaften – Zweier-Mannschaftsfahren (mit Sebastián Mora)
- Bahnrad-Weltcup in Glasgow – Zweier-Mannschaftsfahren (mit Sebastián Mora)
- Europameister – Omnium, Zweier-Mannschaftsfahren (mit Sebastián Mora)
- Sechstagerennen von Rotterdam (mit Sebastián Mora)
- Spanischer Meister – Scratch, Einerverfolgung, Zweier-Mannschaftsfahren (mit Xavier Cañellas), Mannschaftsverfolgung (mit Antonio Ballester, Marc Buades Ferriol und Jaime Alberto Cañellas)

2017
- Weltmeisterschaft – Omnium
- Europameister – Omnium
- Spanischer Meister – Einerverfolgung, Punktefahren, Mannschaftsverfolgung (mit Joan Martí Bennàssar, Marc Buades und Xavier Cañellas), Zweier-Mannschaftsfahren (mit Xavier Cañellas)

2018
- Weltmeisterschaft – Zweier-Mannschaftsfahren (mit Sebastián Mora)
- Finale Six Day Series (mit Sebastián Mora)
- Weltcup in Saint-Quentin-en-Yvelines – Omnium
- Spanischer Meister – Scratch, Mannschaftsverfolgung (mit Marc Buades, Xavier Cañellas und Pau Llaneras)

2019
- Spanischer Meister – Omnium, Punktefahren, Scratch, Einerverfolgung, Zweier-Mannschaftsfahren (mit Xavier Cañellas), Mannschaftsverfolgung (mit Marc Buades, Xavier Cañellas und Josep Blanco)

2020
- Europameister – Zweier-Mannschaftsfahren (mit Sebastián Mora)

2023
- Europameisterschaft – Punktefahren
- Weltmeisterschaft – Punktefahren
- Spanischer Meister –  Punktefahren, Scratch

2025
- Nations Cup – Zweier-Mannschaftsfahren (mit Sebastián Mora)

### Straße
2006
- Spanischer Meister – Einzelzeitfahren (Jugend)

2008
- Spanischer Meister – Straßenrennen (Junioren)

2010
- Spanischer Meister – Straßenrennen (U23)

2017
- eine Etappe und Punktewertung Vuelta a la Independencia Nacional

## Grand Tour-Platzierungen
| Grand Tour            | 2020 | 2021 | 2022 | 2023 | 2024 |
| --------------------- | ---- | ---- | ---- | ---- | ---- |
| Giro d’ItaliaGiro     | 106  | 138  | –    | 122  | 68   |
| Tour de FranceTour    | –    | –    | 133  | –    | –    |
| Vuelta a EspañaVuelta | –    | –    | –    | –    | –    |